# Grjotgard Håkonsson (vikingo)
No confundir con Grjotgard Håkonsson, jarl de Lade.
Grjotgard Håkonsson fue un guerrero vikingo de Trondheim, Noruega en el siglo X, hijo de Håkon Grjotgardsson y hermano menor del jarl Sigurd Håkonsson, quien había sido consejero real de Haakon el Bueno hasta la muerte del rey en el campo de batalla. A diferencia de su hermano, Grjotgard no recibía el respeto de los bóndi, de hecho no tenía ni siquiera título nobiliario aunque sí muchos partidarios y dedicaba todos los esfuerzos a expediciones vikingas durante el verano para consolidar su reputación y obtener beneficios. En su afán de conseguir su apoyo, el rey Harald II le agasajó con obsequios, le dio acceso a sus reuniones secretas para dominar Noruega y ofreció el título de jarl en las mismas condiciones de amistad que tuvo su hermano con Haakon, a cambio de traicionarle y atacarle para acabar con él cuando tuvieran una oportunidad.
Hacia el otoño de 962, Sigurd Håkonsson y sus partidarios fueron asesinados por Harald II en su intento de reunificar Noruega a cualquier precio, mientras Sigurd y su séquito participaban en unas festividades en Aglo, actualmente Skatval, municipio de Stjørdal, el rey Harald avisado de esa oportunidad por Grjotgard los quemó a todos en un ataque sorpresa.